# Montigny-le-Chartif
Montigny-le-Chartif är en kommun i departementet Eure-et-Loir i regionen Centre-Val de Loire strax norr om centrala Frankrike. Kommunen ligger i kantonen Thiron-Gardais som tillhör arrondissementet Nogent-le-Rotrou. År 2022 hade Montigny-le-Chartif 590 invånare.

## Befolkningsutveckling
Antalet invånare i kommunen Montigny-le-Chartif
Referens:INSEE